# Allmänna etnografiska utställningen

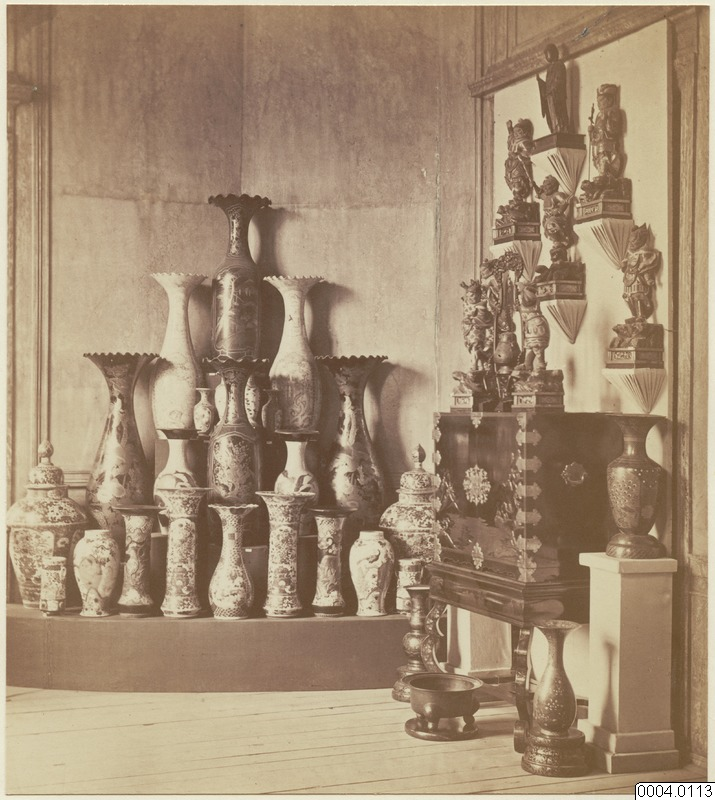
Interiör från Allmänna etnografiska utställningen på Arvfurstens palats 1878-1879.

Allmänna etnografiska utställningen var en publik utställning som arrangerades av Antropologiska sällskapet och professor Hjalmar Stolpe på Arvfurstens palats i Stockholm 1878-1879. Det primära syftet med utställningen var att kartlägga landets bestånd av etnografiskt material och förteckna det i en katalog. Expon omfattade närmare 10 000 föremål som alla finns presenterade i katalogen. 
Ett andra syfte med utställningen var att väcka intresse för en permanent lösning för ett nationellt etnograﬁskt museum i Sverige. Det målet uppnåddes dock inte förrän långt senare (1930) då Etnografiska museet fick egna lokaler på Gärdet i Stockholm. En del av föremålen från Allmänna etnografiska utställningen finns där idag som en del av samlingarna på Statens museer för världskultur.

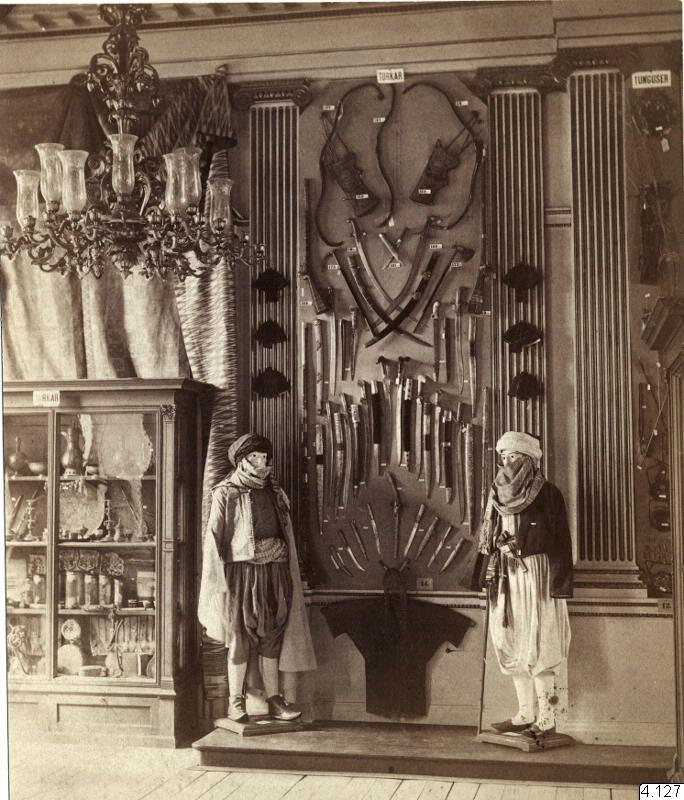
Interiör med klädda dockor från Allmänna etnografiska utställningen på Arvfurstens palats 1878-79.